# Lonicera obovata
Lonicera obovata är en kaprifolväxtart som beskrevs av John Forbes Royle. Lonicera obovata ingår i släktet tryar, och familjen kaprifolväxter. Inga underarter finns listade i Catalogue of Life.